# Bagisara dispartita
Bagisara dispartita là một loài bướm đêm trong họ Noctuidae.